# آگوست پره
آگوست پره ((به فرانسوی: Auguste Perret); ۱۲ فوریهٔ ۱۸۷۴ – ۲۵ فوریهٔ ۱۹۵۴) معمار اهل فرانسه بود. او از پیشگامان استفاده از بتن مسلح در ساختمان سازی بود.
وی همچنین برندهٔ جوایزی همچون لژیون دونور (افسر بزرگ)، لژیون دونور (فرمانده)، لژیون دونور (افسر)، لژیون دونور (شوالیه)، و مدال طلای ای‌آی‌ای شده‌است.